# Ökölvívás az 1920. évi nyári olimpiai játékokon
Az 1920. évi nyári olimpiai játékokon az ökölvívásban nyolc súlycsoportban avattak olimpiai bajnokot.

## Éremtáblázat
(Az egyes számoszlopok legmagasabb értéke illetve értékei vastagítással kiemelve.)
| Az 1920. évi nyári olimpiai játékok éremtáblázata ökölvívásban | Az 1920. évi nyári olimpiai játékok éremtáblázata ökölvívásban | Az 1920. évi nyári olimpiai játékok éremtáblázata ökölvívásban | Az 1920. évi nyári olimpiai játékok éremtáblázata ökölvívásban | Az 1920. évi nyári olimpiai játékok éremtáblázata ökölvívásban | Olimpia  |
| -------------------------------------------------------------- | -------------------------------------------------------------- | -------------------------------------------------------------- | -------------------------------------------------------------- | -------------------------------------------------------------- | -------- |
|                                                                | Ország                                                         | Arany                                                          | Ezüst                                                          | Bronz                                                          | Összesen |
| 1.                                                             | Egyesült Államok (USA)                                         | 3                                                              | 0                                                              | 1                                                              | 4        |
| 2.                                                             | Nagy-Britannia (GBR)                                           | 2                                                              | 1                                                              | 3                                                              | 6        |
| 3.                                                             | Kanada (CAN)                                                   | 1                                                              | 2                                                              | 2                                                              | 5        |
| 4.                                                             | Franciaország (FRA)                                            | 1                                                              | 1                                                              | 1                                                              | 3        |
| 5.                                                             | Dél-afrikai Unió (RSA)                                         | 1                                                              | 0                                                              | 0                                                              | 1        |
|                                                                |                                                                |                                                                |                                                                |                                                                |          |
| 6.                                                             | Dánia (DEN)                                                    | 0                                                              | 3                                                              | 0                                                              | 3        |
| 7.                                                             | Norvégia (NOR)                                                 | 0                                                              | 1                                                              | 0                                                              | 1        |
|                                                                |                                                                |                                                                |                                                                |                                                                |          |
| 8.                                                             | Olaszország (ITA)                                              | 0                                                              | 0                                                              | 1                                                              | 1        |
|                                                                |                                                                |                                                                |                                                                |                                                                |          |
| Összesen                                                       | Összesen                                                       | 8                                                              | 8                                                              | 8                                                              | 24       |

## Érmesek
| Az 1920. évi nyári olimpiai játékok érmesei ökölvívásban |                                          |                                          |                                            |
| Versenyszám                                              | Arany                                    | Ezüst                                    | Bronz                                      |
| Légsúly                                                  | Frankie Genaro · Egyesült Államok (USA)  | Anders Petersen · Dánia (DEN)            | William Cuthbertson · Nagy-Britannia (GBR) |
| Harmatsúly                                               | Clarence Walker · Dél-afrikai Unió (RSA) | Clifford Graham · Kanada (CAN)           | George McKenzie · Nagy-Britannia (GBR)     |
| Pehelysúly                                               | Paul Fritsch · Franciaország (FRA)       | Jean Gachet · Franciaország (FRA)        | Edoardo Garzena · Olaszország (ITA)        |
| Könnyűsúly                                               | Samuel Mosberg · Egyesült Államok (USA)  | Gotfred Johansen · Dánia (DEN)           | Clarence Newton · Kanada (CAN)             |
| Váltósúly                                                | Albert Schneider · Kanada (CAN)          | Alexander Ireland · Nagy-Britannia (GBR) | Frederick Colberg · Egyesült Államok (USA) |
| Középsúly                                                | Harry Mallin · Nagy-Britannia (GBR)      | Georges Prud’homme · Kanada (CAN)        | Moe Herscovitch · Kanada (CAN)             |
| Félnehézsúly                                             | Eddie Eagan · Egyesült Államok (USA)     | Sverre Sørsdal · Norvégia (NOR)          | Harold Franks · Nagy-Britannia (GBR)       |
| Nehézsúly                                                | Ronald Rawson · Nagy-Britannia (GBR)     | Søren Petersen · Dánia (DEN)             | Xavier Eluère · Franciaország (FRA)        |